# 今井りか
今井 りか（いまい りか、1984年2月29日 - ）は、日本のファッションモデル、タレント、女優。
埼玉県上尾市出身。レプロエンタテインメント所属。

## 略歴
高校卒業後に活動を開始し、『ViVi』（講談社）2003年2月号に掲載の「ViVi認定! 新☆カリスマ読者File」vol.7 に読者モデルとして登場。現在はファッション雑誌『Ray』（主婦の友社）レギュラーモデルとして活躍するほか、「Private Label」イメージモデルとしても活躍。
2007年、安田美沙子、東原亜希とともに『うまなで〜UMA to NADESHIKO〜』（フジテレビ）レギュラーとなったのを皮切りにバラエティやドラマにも出演し、活動の幅を広げている。同番組出演により競馬に目覚めてしまい、競馬関係の仕事も多くなっている。『うまなで』打ち切り直前の2007年12月6日に、初写真集「Rica」が発売された。
2009年3月22日、東京マラソン2009の女子10kmロードレース部門に一般参加枠で出場した。
2014年9月23日発売の『Ray』11月号にて、3歳上の一般男性と結婚したことと、同誌のモデル卒業を発表。その後『LEE』（集英社）にレギュラーモデルとして登場している。
2015年10月に第1子女児、2022年に第2子女児を出産した。

## 出演

### ショー
- Tokyo Girls Collection

### 競馬関係
- うまなで〜UMA to NADESHIKO〜（2007年1月6日 - 12月22日、フジテレビ）
- スーパー競馬（2007年9月16日 - 12月23日、フジテレビ）
- DREAM競馬KOKURA（テレビ西日本）
同番組では『サタうま!』（関西テレビ制作）の六車奈々とともに近年定番ゲストとなりつつある。
  - 2008年9月7日（2008夏開催）
  - 2009年3月1日（2009冬開催）
  - 2009年5月30日（日本ダービー直前スペシャル）
  - 2009年7月19日、以降隔週で出演（2009夏開催）
- みんなのケイバ　ゲスト（2009年3月29日、フジテレビ）
- ドラマチック競馬 (北海道文化放送)
  - ゲスト（2007年8月26日、2009年8月23日）
  - 司会（2010年6月27日 - 2014年9月7日）
- サタうま!　ゲスト（2009年5月9日･6月27日･8月15日　関西テレビ）
- オトナの競馬マガジン（2008年9月26日 - 2009年3月28日、RFラジオ日本）
  - 今井りかのオトナの競馬マガジン（2009年5月1日から不定期放送、RFラジオ日本）
- りかりかのキラキラ予想（サンケイスポーツ日曜競馬面）
- 今井りかのうまらじ（2010年10月1日 - 、RFラジオ日本）
- うまDOKI（2012年1月5日 - 2014年12月27日、KBS京都テレビ）
- みんなのKEIBA 不定期出演（2017年6月11日、2021年3月21日、9月12日、フジテレビ)

### テレビ（ドラマ）
- 花嫁とパパ　岩倉舞 役（2007年4月10日 - 6月26日、フジテレビ）
- パパとムスメの7日間　椎名香奈子 役（2007年7月1日 - 8月19日、TBSテレビ）
- コード・ブルー -ドクターヘリ緊急救命- スペシャル　柏原あや 役（2009年1月10日、フジテレビ）
- エンゼルバンク 第3話ゲスト （2010年1月28日、テレビ朝日）
- プロポーズ兄弟〜生まれ順別 男が結婚する方法〜 第3夜「末っ子が結婚する方法」　梨乃 役（2011年2月23日、フジテレビ）
- S -最後の警官- 第8話　美山愛香 役（2014年3月2日、TBS）

### テレビ（他）
- MTV Cool Christmas 2005/SHORT MOVIE
- くちコミ☆ジョニー!　木曜レギュラー（2007年10月4日～2008年3月27日、日本テレビ）
- めちゃ×2イケてるッ!　「やべっち寿司」ゲスト（2007年10月20日、フジテレビ）
- 踊る!さんま御殿!!（2009年1月6日、日本テレビ）
- シルシルミシル（2009年4月8日、テレビ朝日）
- ダウンタウンDX（2009年4月30日・7月23日、ytv）
- ZIP!（2011年4月1日 - 2012年3月30日、日本テレビ）
- 東京上級デート （2012年5月9日#6 芝公園、2014年1月22日 #86 本所、テレビ朝日）

### ラジオ
- イマドキッ土曜日　（2008年4月5日～2008年9月27日、MBSラジオ）
- ゴチャ・まぜっ!水曜日　（2008年10月8日～2009年4月1日、MBSラジオ）
- イマドキッ　（2009年4月12日～2009年9月27日、MBSラジオ）　（2009年4月18日～2009年10月3日、TBSラジオ）
  - 上記番組のタイトルを改名「イマドキッ シーズン2」　（2009年10月4日 - 2010年4月11日、MBSラジオ）
- 飛び出せ！イマドキッ　（2010年4月18日 - 、MBSラジオ）
- 今井りかのうまらじ　（2010年10月1日 - 2013年3月22日、ラジオ日本）

### 舞台
- フラガール　木村早苗 役（2008年）
- 帰ってきた浅草パラダイス ―久世光彦四回忌追悼―　川田まつ子 役（2009年2月）
- コーザ・ノストラの掟（2010年10月、シアター・モリエール）

### cm
- 日清食品「カップヌードル ミルクシーフードヌードル」（2008年11月20日 - ）
- ラウンドワン（2009年3月20日 - ）

### 広告
- ハクビ総合学院「ハクビゆかたクイーンコンテスト2010」モデル兼ゲスト審査員（2010年6月）

### ミュージックビデオ
- ゆずおだ「クリスマスの約束」（2006年）
- lecca「clown love」（2012年）

## 書籍

### 雑誌
- Ray（主婦の友社）
- BAILA（集英社）
- MAQUIA（集英社）
- LEE（集英社）
- 美的（小学館）
- VOCE（講談社）
- InRed（宝島社）

### 写真集
- 今井りか写真集Rica（2007年12月、学習研究社） ISBN 4054035264  撮影：渡辺達生

## 作品

### DVD
- Rica（2008年1月23日発売）